# Національна економіка
Націона́льна еконо́міка або публі́чна еконо́міка — це структурно і організаційно єдина система взаємозв'язаних галузей і сфер діяльності людей, якій властива відповідна пропорційність, взаємозумовленість розміщення на території, обмеженій державними кордонами. Національна економіка є продуктом певних історичних процесів і періодів, оскільки становлення її здійснюється досить тривалий час.
У вузькому розумінні національна економіка є сукупністю економічних суб'єктів і зв'язків між ними, яка має просторово визначену і специфічно складену національну організаційну структуру, характеризується господарською цілісністю і спрямована на задоволення потреб суспільства у матеріальних і соціальних благах. 
У широкому розумінні національна економіка — це структурована в галузевому і територіальному просторі економічна діяльність у масштабах країни, що регулюється інституціональною системою, яка відповідає економічному, політичному та ідеологічному устрою (порядку), сформованому в цій країні.
Національна економіка характеризується взаємозв'язком умов виробництва та його результатів і формується як єдиний господарський механізм із взаємозумовленими внутрішніми процесами та явищами. Значний вплив на особливості національної економіки здійснюють історичні та культурні традиції, географічне розташування країни, її роль у міжнародному поділі праці.
Основу національної економіки складають галузеві й міжгалузеві комплекси, підприємства, організації, домашні господарства, які об'єднані в єдину систему економічними відносинами й виконують певні функції в суспільному розподілі праці щодо вироблення товарів і послуг.
Національна економіка містить такі сфери: матеріальне й нематеріальне виробництво, а також невиробничу сферу.
Стрижнем національної економіки є матеріальне виробництво, тому що саме тут створюються необхідні для суспільства засоби виробництва й предмети споживання. 
У матеріальне виробництво входять: промисловість, сільське господарство, будівництво, транспорт, торгівля, зв'язок, сфера послуг.
Нематеріальне виробництво — це наука й наукове обслуговування, культура, освіта, охорона здоров'я.
Невиробнича сфера — це оборона країни, судові й юридичні органи, релігійні й громадські організації.

## Національна економіка, макроекономіка та СНР
Структура та поведінка національної економіки описується в рамках макроекономіки - розділу сучасної економічної теорії.
Ключовими особливостями макроекономіки є використання аґреґованих величин (аґреґатів) та моделювання, розробка теоретичних основ економічної політики.
Для обліку результатів діяльності національної економіки використовується Система національних рахунків (СНР) - система макроекономічних показників, основним з яких є Валовий внутрішній продукт (ВВП).
Стан національної економіки описується за допомогою основних макроекономічних показників:
- ВВП та темп його зростання;
- рівень інфляції;
- рівень безробіття;
- стан платіжного балансу.